# Robert E. Kintner
Robert E. Kintner (Stroudsburg, 12 de setembro de 1909 — Washington, D.C., 20 de dezembro de 1980) foi um jornalista e executivo estadunidense. Ele atuou como presidente das redes de rádio e televisão NBC e ABC.

## Biografia
Kintner nasceu em Stroudsburg, Pensilvânia, e se formou no Swarthmore College. Ele começou sua carreira como repórter financeiro do New York Herald Tribune. De 1937 a 1941, ele escreveu uma coluna com Joseph Alsop e também escreveu dois livros de sucesso com a Alsop, "Men Around the President" (1939) e "American White Paper", um exame da política externa americana às vésperas da Segunda Guerra Mundial, lançado em 1940.
Ele ingressou na ABC em 1944, onde foi presidente entre 1950 e 1956, depois Kintner foi para a NBC, onde foi presidente de 1957 a 1966. Depois de deixar a NBC, Kintner foi conselheiro do presidente Lyndon B. Johnson na Casa Branca. Mais tarde, tornou-se consultor e investidor.